# Isosticta gracilior
Isosticta gracilior là loài chuồn chuồn trong họ Isostictidae. Loài này được Lieftinck mô tả khoa học đầu tiên năm 1975.